# Stebbing
Stebbing is een civil parish in het bestuurlijke gebied Uttlesford, in het Engelse graafschap Essex.